# Betty Croquer
Betty Croquer es una política venezolana. Fue diputada de la Asamblea Nacional por el estado Aragua y el Partido Socialista Unido de Venezuela (PSUV), donde ha integrado la Comisión Permanente de Ciencia, Tecnología e Innovación.